# Chiesa di San Giuliano (Caderzone Terme)
La chiesa di San Giuliano è una luogo di culto cattolico nel comune di Caderzone Terme, in Trentino. Fa parte della zona pastorale delle Giudicarie dell'arcidiocesi di Trento e risale al XIII secolo.

## Storia

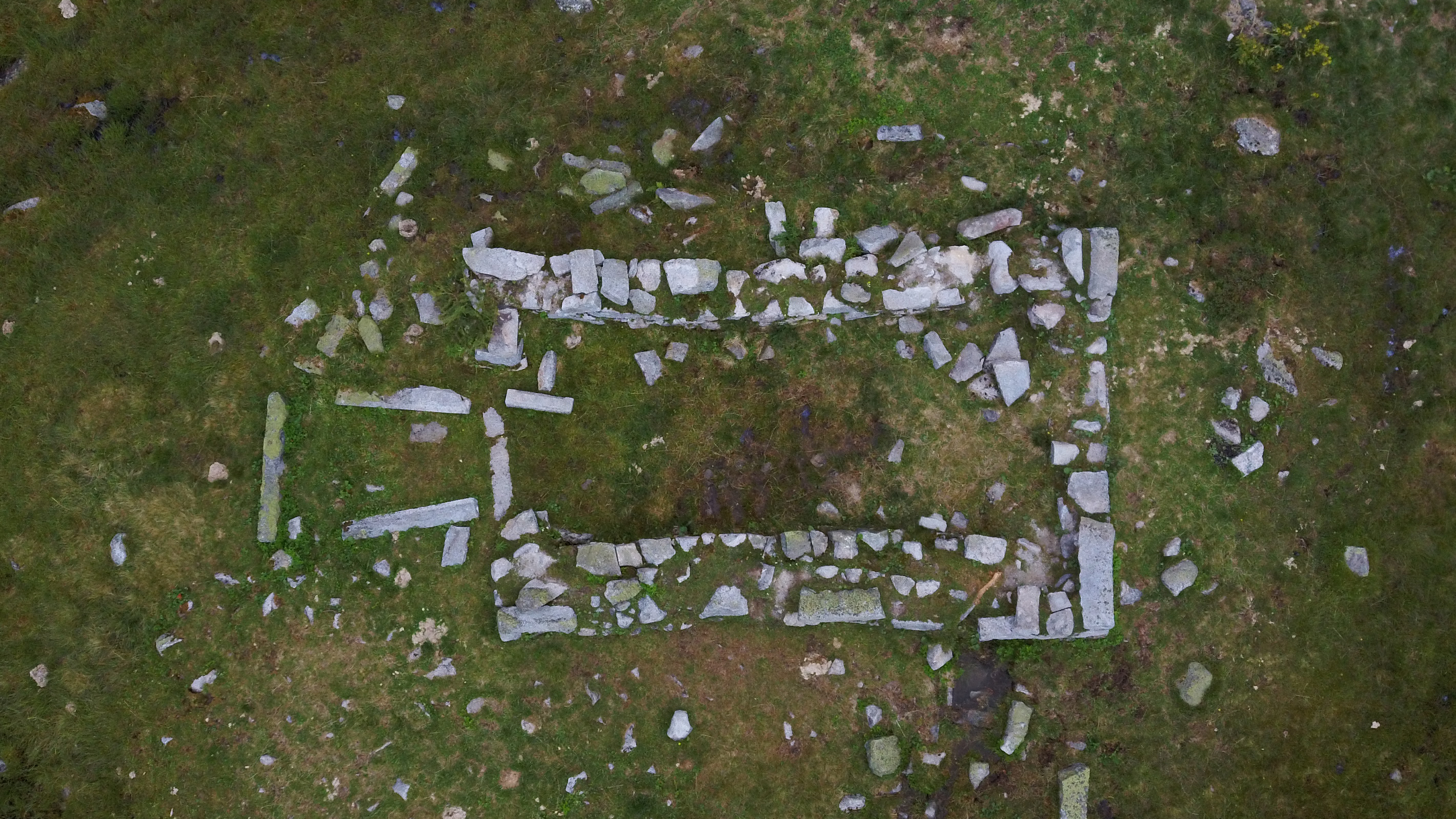
Resti della vecchia chiesa di San Giuliano

Un primo edificio doveva sorgere sul posto già nel 1292; il documento più antico a citare la chiesa è però del 1488, anno in cui venne restaurata. Un altro restauro, ordinato dal principe vescovo di Trento Carlo Emanuele Madruzzo, venne compiuto nel 1649; Madruzzo fece anche costruire, entro il 1653, una casetta in legno dove poter soggiornare con un seguito ridotto durante l'estate. La presenza del vescovo accrebbe la popolarità del luogo, e la casetta divenne così un rifugio notturno per i pellegrini.
Nel corso del Settecento, la custodia della chiesa è affidata ad eremiti, fino alle disposizioni giuseppine della fine del secolo che lo vietarono; la chiesa venne così abbandonata e cadde progressivamente in rovina, risultando in parte crollata già nel 1866; nel 1867-68 si cominciò quindi a costruire un nuovo tempio, a pochi metri di distanza. Entro il 1880, la nuova chiesetta viene dotata di sagrestia.
I resti della chiesa più vecchia, che consistono nelle parti basali delle mura, sorgono ancora tra la chiesa nuova e il lago.

### Leggende e tradizioni

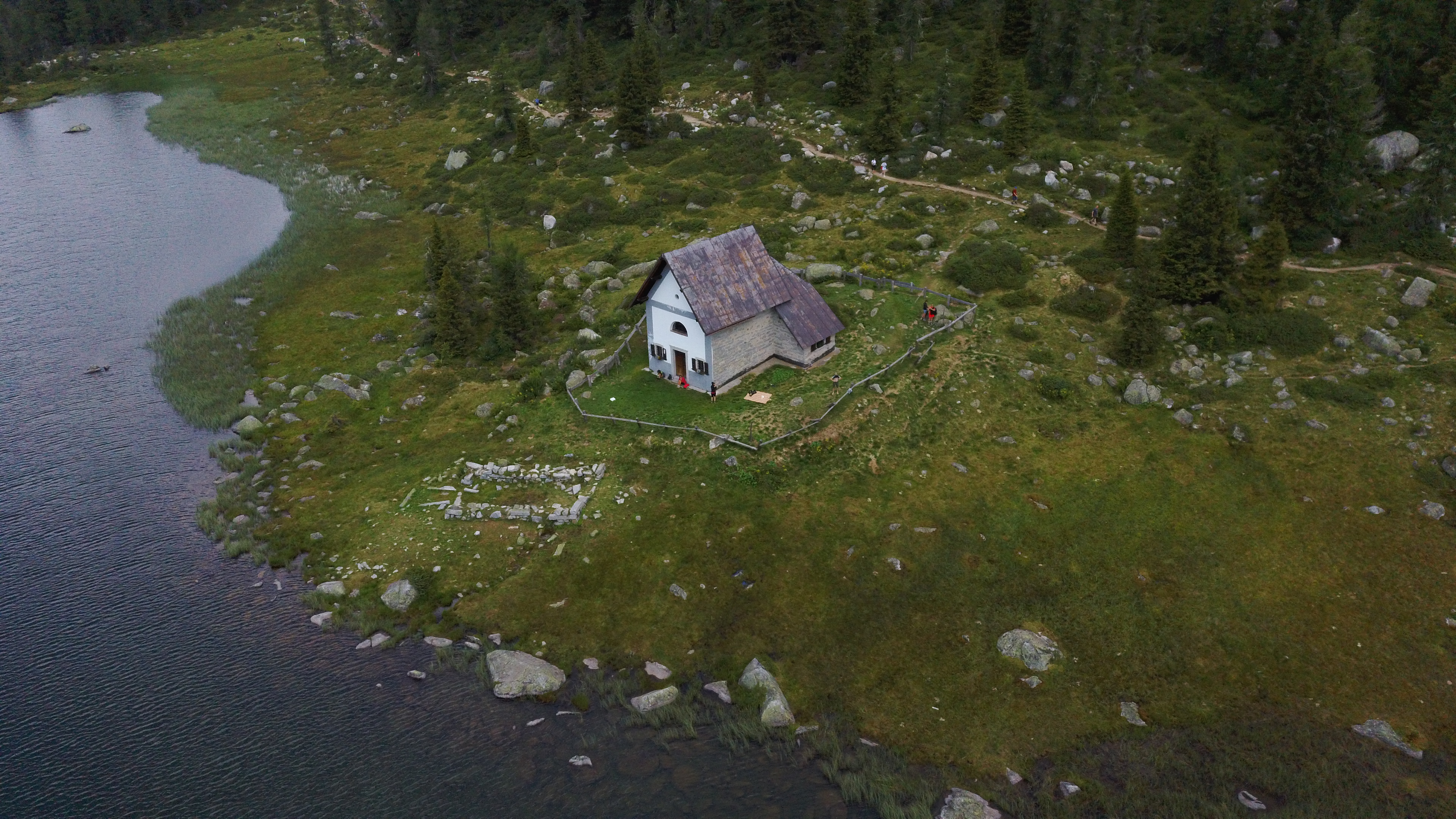
La chiesa sulla sponda del lago di San Giuliano; davanti ad essa, ciò che resta dell'edificio precedente

Una leggenda locale, che ricalca in alcune parti le agiografie classiche di due santi omonimi, Giuliano di Anazarbo e Giuliano l'ospitaliere, afferma che il santo si sarebbe rifugiato nel posto dopo aver commesso un grave torto contro i propri suoceri; gli abitanti del posto l'avrebbero gettato nel lago chiuso in un sacco pieno di serpenti velenosi, ma il santo sarebbe riemerso indenne. Egli venne infine trovato morto da un cacciatore di passaggio sotto a un maggiociondolo fiorito, circondato dai serpenti.
Per via di questa leggenda, la popolazione dei paesi vicini era convinta che ai laghi non potessero vivere serpi velenose, e che chiunque avesse raccolto un piccolo sasso da tenere in tasca sarebbe stato ovunque protetto dal morso dei rettili. 
È solito, l'ultima domenica di luglio, con la massiccia partecipazione di turisti ed emigrati che tornano appositamente per la sagra di san Giuliano, portare in processione la statua del santo; il privilegio di portare la statua viene messo all'asta, e se lo aggiudica il miglior offerente.

## Descrizione

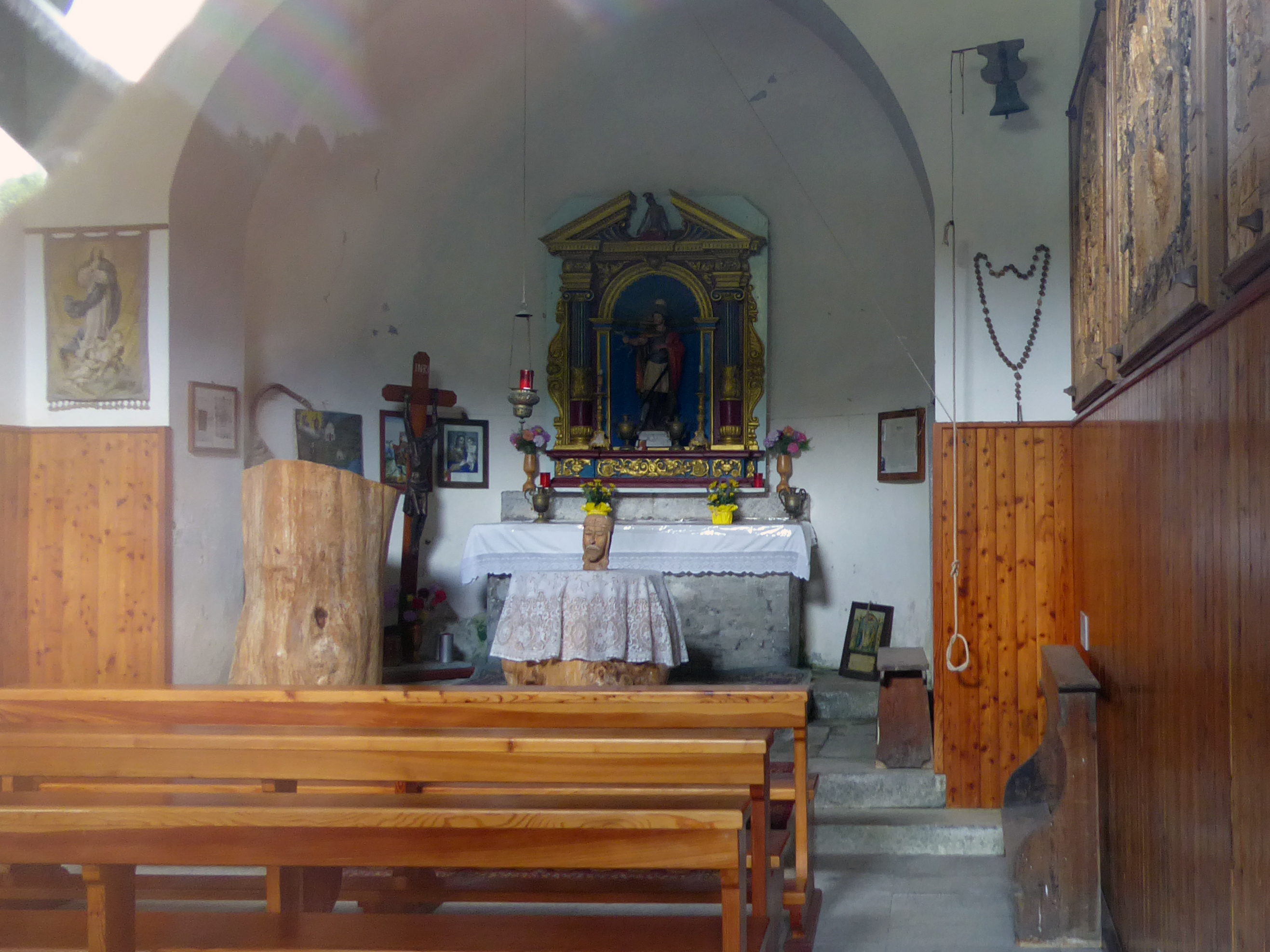
Interno

### Esterni
L'edificio sorge a 1941 metri di altitudine, sulla costa orientale del lago di San Giuliano, sull'Adamello. Ha pianta rettangolare, chiusa da un'abside semicircolare. La facciata a capanna con due spioventi è intonacata di bianco, con una cornice grigia che segue i contorni e divide la facciata bassa dal frontone. Il portale architravato in facciata è affiancato da due finestre rettangolari e sormontato da una finestra a lunetta, mentre nel frontone si apre un oculo. Sul fianco destra della struttura è appoggiata la sagrestia.

### Interni
All'interno, l'aula è pavimentata con lastre di calcare bianco, mentre le pareti sono ricoperte in perline di legno fino a metà altezza, e poi intonacata. Nel presbiterio, rialzato di due gradini, si trova l'altare maggiore su cui è collocata una statua lignea raffigurante San Giuliano.